# Michael T. Otto

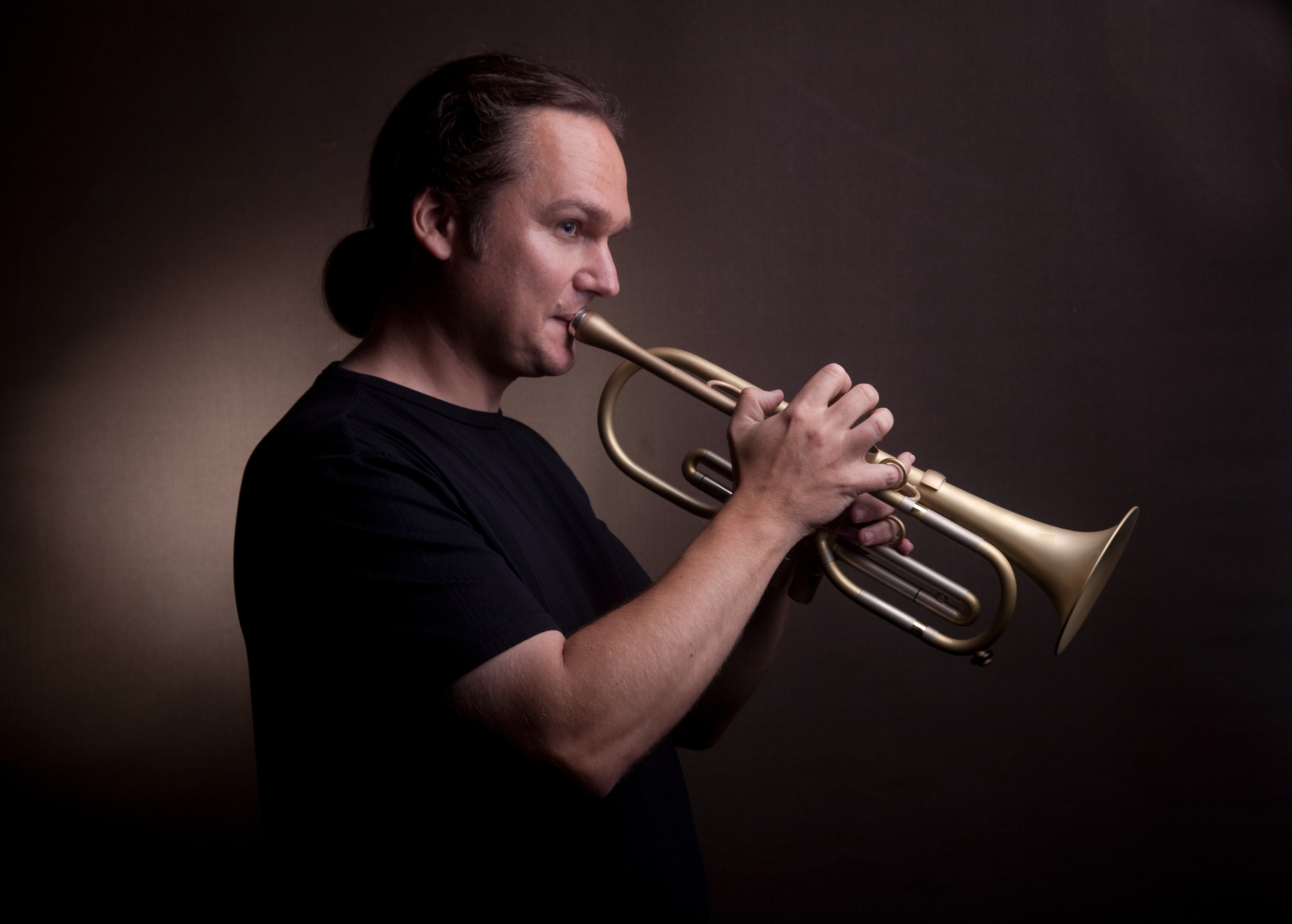
Michael T. Otto

Michael T. Otto (* 12. März 1969 in Ravensburg) ist ein deutscher Trompeter und Komponist.

## Biographie
Otto begann im Alter von neun Jahren mit dem Trompetenspiel bei der heimischen Blaskapelle. Nach kurzer Zeit als Militärmusiker studierte er Trompete an der Musikhochschule Köln bei Malte Burba. Er lernte sein Jazz- und Kompositions-Handwerk ebenfalls in Köln und beim New Yorker Jazzpianist Peter Madsen. Otto war Gründer und Prinzipal-Cornettist der „Brass Band Oberschwaben-Allgäu“ (1992–2001), ist seit 1999 Leiter und Gründer der Big Band Langenargen.
2003 erschien sein Solo-Debüt-Album „Spin Trumpet“ beim  Label „Thorofon“, ein Jahr später gründete er das „mto-jazz-quartett“ mit Olivier Hutman (Paris), Andy McKee (New York) und Bernd Reiter (Graz), das Modern Jazz spielt.
Otto ist Gründer der Formation „Stubenjazz“, die in ungewöhnlicher Instrumentierung (Gesang-Kuhlohorn-Posaune-Akkordeon-Gitarre-Kontrabass) traditionelles deutsches Liedgut in ein Jazzgewand hüllt. 2005 schrieb er zusammen mit dem Pariser Kinderliedermacher Didier Delepeleer das deutsch-französische Kindermusical „Pigeon Vole oder Ein Floh in geheimer Mission“, das 2006 mit dem zweiten Preis der Robert Bosch Stiftung ausgezeichnet wurde.
Seit 2006 entwickelt Otto verschiedene Trompeten und Flügelhörner. Er ist seit 2011 Mitglied und Komponist des Bodan Art Orchestra.
Von 2012 bis 2015 lehrte Otto an der Hochschule für Musik Nürnberg in der Fachrichtung Blechbläser Didaktik/Methodik.
Otto entwickelte und baut zusammen mit Manuel Brombeis synthetische Schneckenhörner mit einem 3D-Drucker.

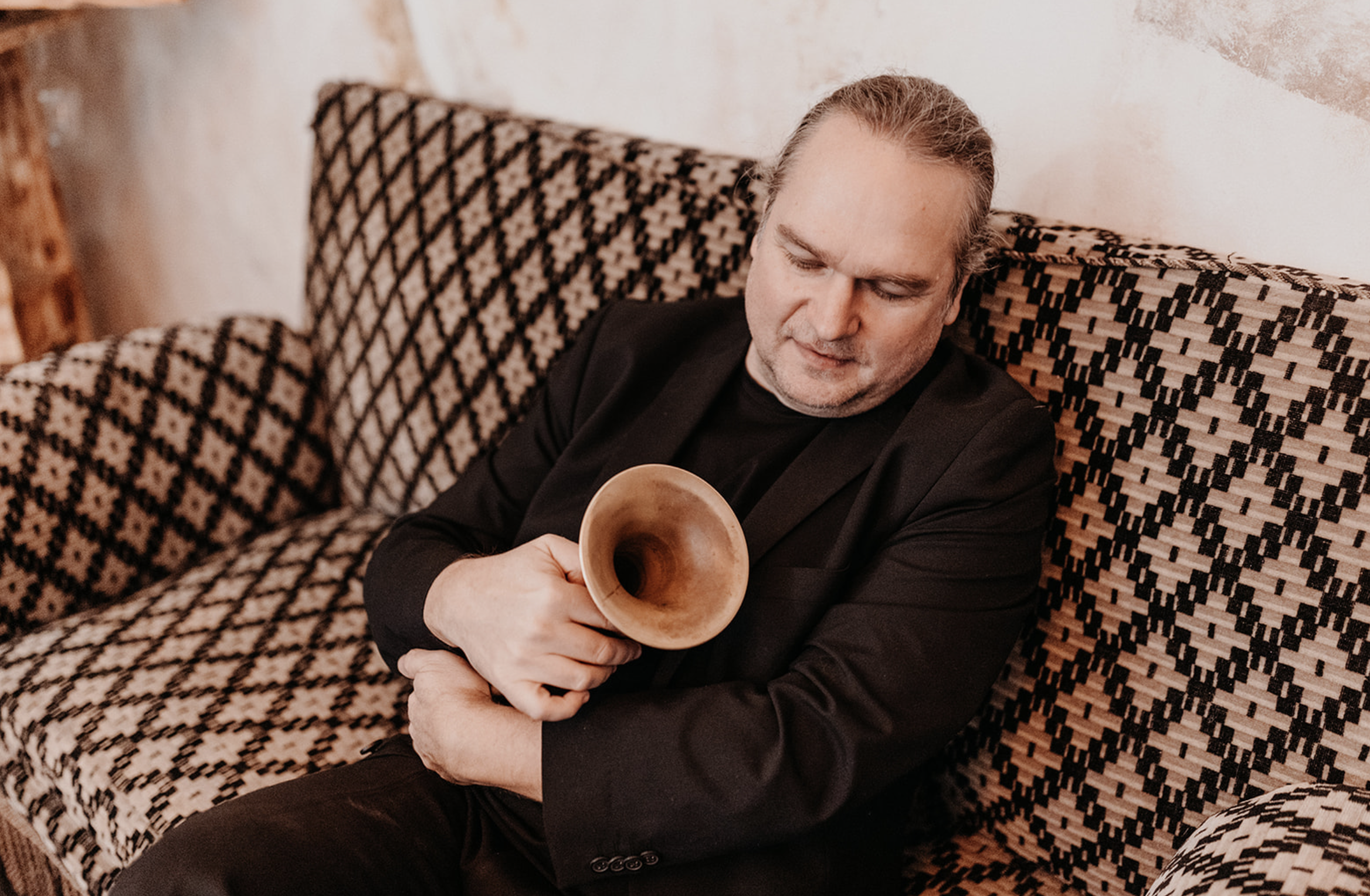
Michael T. Otto

## Diskographie (Auswahl)
- Blaues Land (2023) – Thorofon
- Stubenjazz Verbrämung oder Was? (2022) – Tonsee Records
- Stubenjazz Lieder (2017) – GLM
- Stubenjazz (2009) – Bella Musica
- mto-jazz-quartett New German Timbres (2006) – NeuKlang
- Pigeon Vole oder Ein Floh in geheimer Mission (2005) – Tonsee Records
- Spin Trumpet (2003) – Thorofon (mit Peter Madsen u. a.)